# Paratuberkuloza
Paratuberkuloza, choroba Johnego (łac. enteritis paratuberculosa bovum, ang. paratuberculosis) – przewlekła bakteryjna, zakaźna, zaraźliwa choroba przebiegająca z zapaleniem jelit. Najczęściej występuje u bydła, może jednak występować u innych zwierząt: kóz, owiec, koni, jeleni, antylop gnu i wielbłądów. Nazwa choroba Johnego pochodzi od nazwiska jej niemieckiego odkrywcy – doktora Heinricha Alberta Johnego.

## Występowanie
Po raz pierwszy chorobę opisano w 1844 roku w Niemczech. W Polsce paratuberkulozę pierwszy raz notowano w latach 1970–1974.
Obecnie choroba Johnego występuje w większości krajów Europy, Afryki, Azji, Australii oraz Ameryce Północnej i Południowej. Oprócz zwierząt hodowlanych jest notowana u zwierząt dziko żyjących oraz przeżuwaczy bytujących w ogrodach zoologicznych.

## Etiologia
Paratuberkuloza wywołana jest przez prątek paragruźliczy – Mycobacterium paratuberculosis (właściwie: Mycobacterium avium subsp. paratuberculosis (MAP)).
Prątki MAP są spokrewnione z prątkami gruźlicy (zwłaszcza typem ptasim). Mycobacterium paratuberculosis posiada zdolność wytwarzania joniny – substancji podobnej do tuberkuliny – odpowiadającej za powstawanie stanów alergicznych w zakażonym organizmie. Obecność joniny wykorzystywana jest w diagnostyce choroby.

### Drogi szerzenia
Źródłem zarażenia są zwierzęta chore. Wydalają one zarazek wraz z kałem (po 3-5 miesiącach od zakażenia), moczem i mlekiem. Na zakażenie najbardziej narażone są zwierzęta młode (cielęta).
Dopuszcza się możliwość zakażenia na drodze krycia.

## Objawy kliniczne i przebieg zakażenia
Podczas zakażenia doustnego patogeny dostają się do jelita cienkiego, gdzie wnikają do jego ściany. Bytując w niej produkują toksyny powodujące zapalenie błony śluzowej oraz rozpad kosmków jelitowych co powoduje zaburzenia wchłaniania. Ze ścian jelit bakterie przedostają się poprzez węzły chłonne krezkowe do innych narządów wewnętrznych (w tym do wymienia).
Okres inkubacji jest długi – trwa nawet od 6 miesięcy do 5 lat.

### Objawy
Pierwotnym objawem jest nawracająca, nasilająca się biegunka o cuchnącym charakterze, koloru brązowego. Drugim objawem początkowym jest spadek mleczności.
Pomimo zachowanego apetytu zwierzęta wykazują objawy odwodnienia oraz postępującego wychudzenia.
Choroba w długiej perspektywie prowadzi do wyniszczenia i śmierci zwierzęcia.

## Rozpoznanie
Rozpoznanie jest trudne ze względu na charakter zarazka, długi okres wylęgania oraz brak swoistych objawów (uporczywa biegunka, postępujące wychudzenie). Z uwagi na dość późne pojawianie się przeciwciał, badania serologiczne mają ograniczoną wartość diagnostyczną. Technika PCR pozwala na szybkie, pewne diagnozowanie co stanowi niezastąpione narzędzie także w uwalnianiu stada. Testy serologiczne nie są w pełni miarodajne (w przypadku badania OWD jest duża ilość wyników fałszywych).
Materiałem do badań laboratoryjnych jest kał.
Badaniem pomocniczym w diagnostyce może być test alergiczny z użyciem tuberkuliny ptasiej lub joniny.

## Postępowanie

### Leczenie
Brak jest skutecznego leczenia.

### Zwalczanie choroby
Ze względu na fakt, że paratuberkuloza jest chorobą podlegającą rejestracji, podlega ona działaniom urzędowym. Zwalczanie polega na eliminacji zwierząt reagujących dodatnio na śródskórny test alergiczny oraz wykazujących wyniki dodatnie w badaniach serologicznych.